# Ramphotrigon fuscicauda
El picoplano colioscuro (Ramphotrigon fuscicauda), también conocido como picoplano alibarrado (en Colombia), pico-plano de cola oscura (en Perú), picoplano colinegruzco (en Ecuador) o pico chato de cola oscura, es una especie de ave paseriforme de la familia Tyrannidae perteneciente al género Ramphotrigon. Es nativo de América del Sur.

## Distribución y hábitat
Se distribuye por el extremo sur de Colombia (suroeste de Putumayo) y noreste de Ecuador (oeste de Napo), y en el centro y este del Perú (Junín y Ucayali al sur hasta Madre de Dios, Cuzco y Puno), norte de Bolivia y noroeste de Brasil (Acre), y locales aislados de Rondônia, Pará, Mato Grosso y Tocantins.
Esta especie es considerada rara y muy local en sus hábitats naturales: el enmarañado sotobosque, principalmente cuando dominado por bambuzales, de bosques húmedos de tierras bajas hasta los 600 m s. n. m. de altitud.

## Sistemática

### Descripción original
La especie R. fuscicauda fue descrita por primera vez por el ornitólogo estadounidense Frank Michler Chapman en 1925 bajo el mismo nombre científico; la localidad tipo es «bajo río Suno, este de Ecuador». El holotipo, una hembra adulta recolectada el 24 de marzo de 1924, se encuentra depositado en el Museo Americano de Historia Natural en Nueva York, bajo el número AMNH 184082.

### Etimología
El nombre genérico neutro «Ramphotrigon» se compone de las palabras del griego «ramphos» que significa ‘pico’, y «trigōnon» que significa ‘triángulo’; y el nombre de la especie «fuscicauda», se compone de las palabras del latín «fuscus» que significa ‘oscuro’, y «cauda» que significa ‘cola’.

### Taxonomía
Anteriormente se creía que el presente género era aliado de Tolmomyias y Rhynchocyclus, y la presente especie ya estuvo situada en el segundo. Es monotípica.